# 克莱拉
克莱拉（法語：Claira，法語發音：[klɛʁa] ⓘ）是法国东比利牛斯省的一个市镇，属于佩皮尼昂区。

## 地理
克莱拉（42°45'37"N, 2°57'20"E）面积19.34 平方千米，位于法国奧克西塔尼大區东比利牛斯省，该省份为法国大陆部分最南部的省份，涵盖了北加泰罗尼亚，北起奥德省，西接阿列日省和安道尔，南与西班牙接壤，东临地中海。
与克莱拉接壤的市镇（或旧市镇、城区）包括：圣伊波利特、圣洛朗德拉萨朗克、托雷耶、维勒隆格-德拉萨朗克、邦帕斯、皮亚、里沃萨尔特、萨尔斯堡。
克莱拉的时区为UTC+01:00、UTC+02:00（夏令时）。

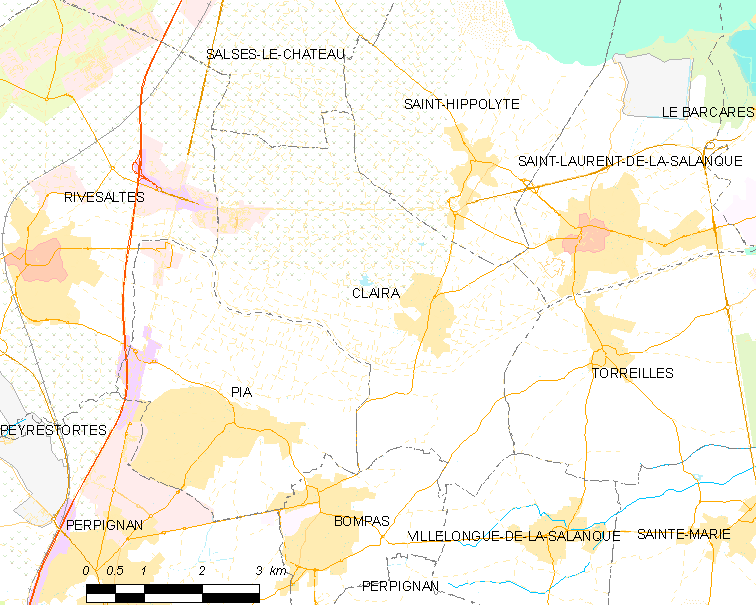
克莱拉的OSM定位图

## 行政
克莱拉的邮政编码为66530，INSEE市镇编码为66050。

## 政治
克莱拉所属的省级选区为萨朗克海岸县。

## 人口

1962-2008年间克莱拉人口变化图示

克莱拉于2022年1月1日时的人口数量为4801人。